# Wikipédia en émilien-romagnol
Wikipédia en émilien-romagnol (en émilien-romagnol : Emiliàn e rumagnòl Vichipedèia) est l'édition de Wikipédia en émilien-romagnol, langue romane parlée en Émilie-Romagne, région située au Nord de l'Italie. L'édition est lancée le 30 septembre 2006,,,,. Son code est : eml.
Au 21 mars 2025, l'édition en émilien-romagnol contient 13 084 articles et compte 28 269 contributeurs, dont 29 contributeurs actifs et 3 administrateurs.

## Présentation

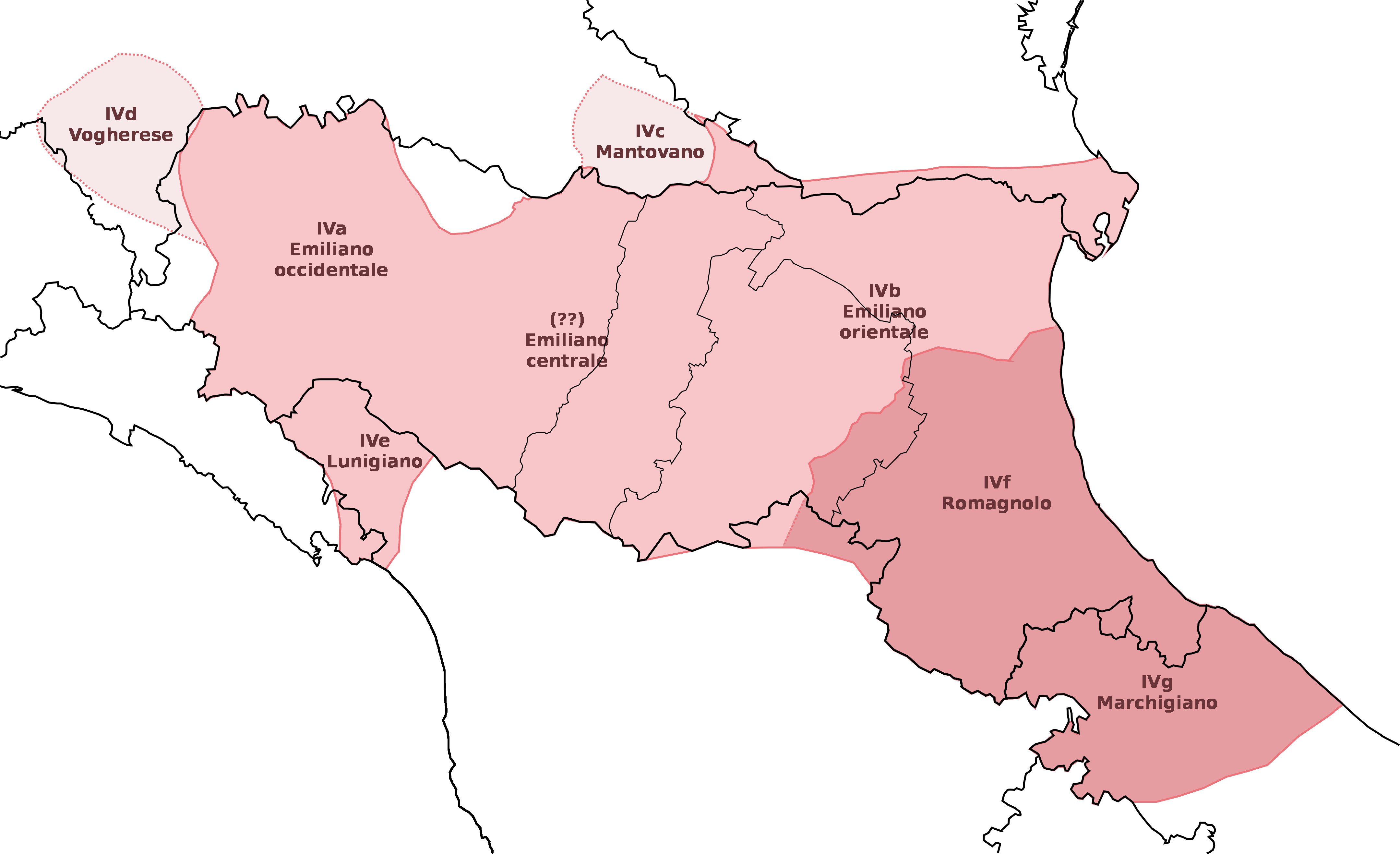
Aire de diffusion de l'émilien-romagnol.

## Statistiques
- En février 2009, l'édition en émilien-romagnol compte quelque 640 articles et 1 000 utilisateurs enregistrés.
- Le 31 mai 2016, elle compte 6 829 articles
- Le 27 septembre 2022, elle contient 13 013 articles et compte 23 565 contributeurs, dont 29 contributeurs actifs et 3 administrateurs.
- Le 18 septembre 2024, elle contient 13 059 articles et compte 27 327 contributeurs, dont 25 contributeurs actifs et 3 administrateurs.